# Olympische Winterspiele 1980/Teilnehmer (Ungarn)
| Gelbes Symbol für Goldmedaillen mit stilisierten Olympischen Ringen | Graues Symbol für Silbermedaillen mit stilisierten Olympischen Ringen | Braundes Symbol für Bronzemedaillen mit stilisierten Olympischen Ringen |
| ------------------------------------------------------------------- | --------------------------------------------------------------------- | ----------------------------------------------------------------------- |
| —                                                                   | 1                                                                     | —                                                                       |

Ungarn nahm an den Olympischen Winterspielen 1980 in Lake Placid mit einer Delegation von 2 Eiskunstläufern (1 Mann, 1 Frau) teil. András Sallay wurde als Fahnenträger für die Eröffnungsfeier ausgewählt.

## Teilnehmer nach Sportarten

### Eiskunstlauf
Eistanz:
- Krisztina Regőczy / András Sallay